# 大槌站

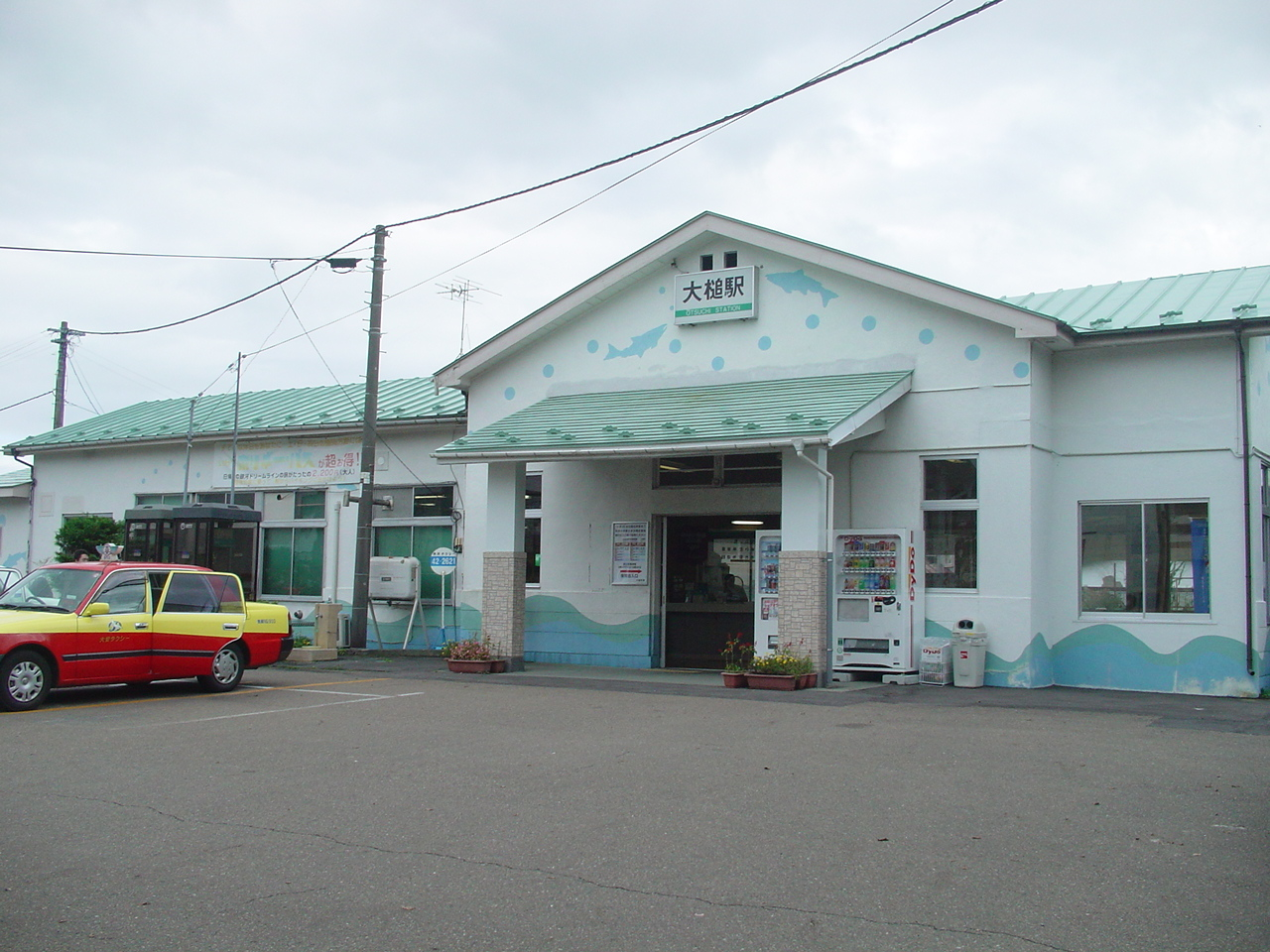
震災前的舊站房(2007年9月)

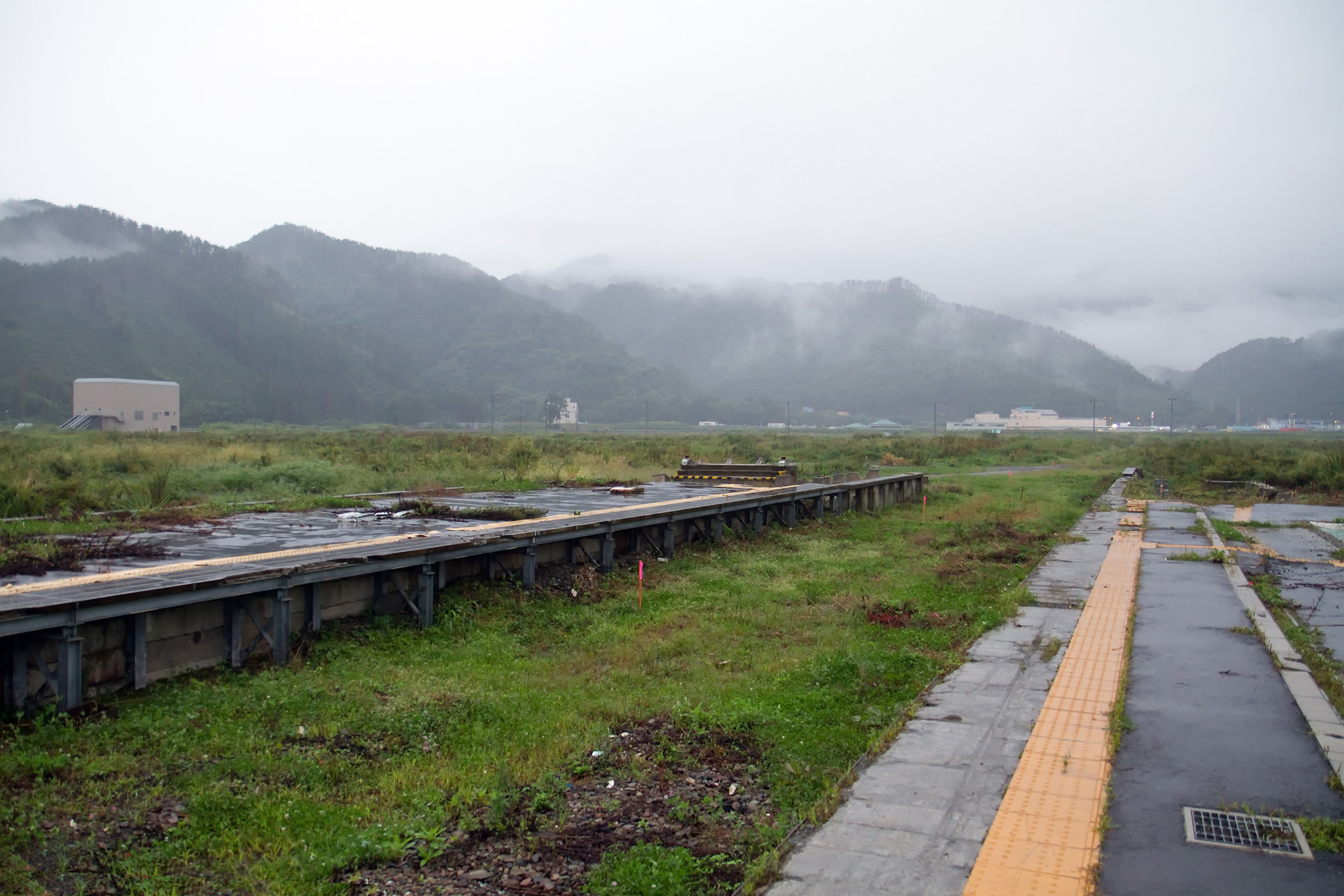
月台(2013年9月)

大槌站（日语：／ Ōtsuchi eki */?）是位於岩手縣上閉伊郡大槌町本町1番1號，三陸鐵道的谷灣線車站。此站的愛稱為「三文魚與胡蘆島之町」。在JR東日本管理的時代，此站的愛稱為世界語的「Lumoturo（燈塔）」。

## 歷史
- 1938年（昭和13年）4月5日：鐵道省山田線車站啟用[1]。當時為終點站[1]。
- 1939年（昭和14年）9月17日：路線延伸至釜石站，成為中途車站[1]。
- 1987年（昭和62年）4月1日：伴隨國鐵分割民營化，車站由東日本旅客鐵道（JR東日本）營運[2][1]。
- 2005年（平成17年）4月1日：成為業務委託車站。廢除大槌站長，由釜石站長管理此站。
- 2006年（平成18年）：Kiosk結業。
- 2011年（平成23年）3月11日：發生東北地方太平洋近海地震（東日本大震災），使此站暫停營業。此站被海嘯衝毀[3][4]。
- 2018年（平成30年）8月21日：進行修復工程後開始試行，在7年後再次設有車輛進入此站。
- 2019年（平成31年）
  - 2月1日：新車站大樓竣工。
  - 3月23日：包含此站在內宮古站至釜石站之間重開，同時三陸鐵道繼承該區段[5]。

## 車站構造
此站是地面車站，設有1面2線的島式月台，可進行列車交會。月台與車站大樓之間設有站內平交道連接。新車站大樓是以胡蘆島的概念設計。有關該胡蘆島可參見蓬萊島 (岩手縣)。
在復修工程後，站房和月台都是全新建造。震災前的本站設有2面2線的相對式月台，兩月台之間設有跨線橋連接。本站野是簡易委託車站，委托大槌町觀光物產協會負責車站業務，同時設有1台自動售票機。車站大樓內設有餐廳「Tokishirazu」。店名取自於季節外捕獲三文魚的名稱。在震災復興時，提出了名物新卷三文魚拉麵。   

### 月台
| 月台 | 路線    | 上下行 | 方向           |
| ---- | ------- | ------ | -------------- |
| 1    | ■谷灣線 | 下行   | 宮古、久慈方向 |
| 2    | ■谷灣線 | 上行   | 釜石、盛方向   |

## 使用狀況
根據「JR東日本」，以下為1日平均乘車人次變化：
| 乘車人次變化       | 乘車人次變化     | 乘車人次變化    |
| 年度               | 1日平均 乘車人次 | 參考資料        |
| ------------------ | ---------------- | --------------- |
| 2000年（平成12年） | 361              | [ 利用客数 1 ]  |
| 2001年（平成13年） | 339              | [ 利用客数 2 ]  |
| 2002年（平成14年） | 332              | [ 利用客数 3 ]  |
| 2003年（平成15年） | 298              | [ 利用客数 4 ]  |
| 2004年（平成16年） | 293              | [ 利用客数 5 ]  |
| 2005年（平成17年） | 266              | [ 利用客数 6 ]  |
| 2006年（平成18年） | 242              | [ 利用客数 7 ]  |
| 2007年（平成19年） | 233              | [ 利用客数 8 ]  |
| 2008年（平成20年） | 254              | [ 利用客数 9 ]  |
| 2009年（平成21年） | 252              | [ 利用客数 10 ] |
| 2010年（平成22年） | 235              | [ 利用客数 11 ] |
| 2011年（平成23年） | 沒有發表         |                 |
| 2012年（平成24年） | 76               | [ 利用客数 12 ] |
| 2013年（平成25年） | 79               | [ 利用客数 13 ] |
| 2014年（平成26年） | 70               | [ 利用客数 14 ] |
| 2015年（平成27年） | 79               | [ 利用客数 15 ] |
| 2016年（平成28年） | 75               | [ 利用客数 16 ] |
| 2017年（平成29年） | 76               | [ 利用客数 17 ] |
| 2018年（平成30年） | 73               | [ 利用客数 18 ] |

## 車站周邊
- 蓬萊島（日语：蓬莱島 (岩手県)）
- 大槌町公所
- 岩手縣道26號大槌小國線（日语：岩手県道26号大槌小国線）
- 岩手縣道145號大槌停車場線（日语：岩手県道145号大槌停車場線）
- 岩手縣道231號吉里吉里釜石線（日语：岩手県道231号吉里吉里釜石線）
- 岩手縣道280號大槌小鎚線（日语：岩手県道280号大槌小鎚線）
- 國道45號（大槌繞道（日语：大槌バイパス））
- 海邊小鎮Mast（日语：マイヤ）
- Homac大槌店（日语：ホーマック）

## 相鄰車站
三陸鐵道
■谷灣線
鵜住居－大槌－吉里吉里

## 注腳

### 使用狀況
1. ↑  . 東日本旅客鐵道.   [2018-03-08]. （原始内容存档于2019-04-02） （日语）.
2. ↑  . 東日本旅客鐵道.   [2018-03-08]. （原始内容存档于2019-02-22） （日语）.
3. ↑  . 東日本旅客鐵道.   [2018-03-08]. （原始内容存档于2019-04-02） （日语）.
4. ↑  . 東日本旅客鐵道.   [2018-03-08]. （原始内容存档于2019-03-27） （日语）.
5. ↑  . 東日本旅客鐵道.   [2018-03-08]. （原始内容存档于2019-02-23） （日语）.
6. ↑  . 東日本旅客鐵道.   [2018-03-08]. （原始内容存档于2019-04-02） （日语）.
7. ↑  . 東日本旅客鐵道.   [2018-03-08]. （原始内容存档于2019-04-02） （日语）.
8. ↑  . 東日本旅客鐵道.   [2018-03-08]. （原始内容存档于2017-08-08） （日语）.
9. ↑  . 東日本旅客鐵道.   [2018-03-08]. （原始内容存档于2019-02-22） （日语）.
10. ↑  . 東日本旅客鐵道.   [2018-03-08]. （原始内容存档于2019-04-02） （日语）.
11. ↑  . 東日本旅客鐵道.   [2018-03-08]. （原始内容存档于2019-04-02） （日语）.
12. ↑  . 東日本旅客鐵道.   [2018-03-08]. （原始内容存档于2019-04-02） （日语）.
13. ↑  . 東日本旅客鐵道.   [2018-03-08]. （原始内容存档于2016-03-04） （日语）.
14. ↑  . 東日本旅客鐵道.   [2018-03-08]. （原始内容存档于2019-03-26） （日语）.
15. ↑  . 東日本旅客鐵道.   [2018-03-08]. （原始内容存档于2017-08-12） （日语）.
16. ↑  . 東日本旅客鐵道.   [2018-03-08]. （原始内容存档于2017-10-01） （日语）.
17. ↑  . 東日本旅客鐵道.   [2019-02-13]. （原始内容存档于2019-03-25） （日语）.
18. ↑  . 東日本旅客鐵道.   [2019-07-20]. （原始内容存档于2019-07-05） （日语）.

## 外部連結
- 車站·周邊資訊【大槌站】 （页面存档备份，存于）（日語）：三陸鐵道